# .tt
.tt為千里達及托巴哥國家及地區頂級域（ccTLD）的域名。該域名於1991 年 9 月 3 日啟用。該域名沒有註冊限制（.gov.tt、.mil.tt和.edu.tt的三級域名除外），由西印度群岛大学工程学院負責運營，特立尼达和多巴哥网络信息中心（TTNIC）負責註冊業務。
- t.tt为罗永浩购入的域名

## 外部連結
- IANA .tt whois information（页面存档备份，存于）
- the Trinidad and Tobago Web Directory